# Tipaza (provins)
Provinsen Tipaza (arabisk: ولاية تيبازة) er en af Algeriets 48 provinser. Provinsen har et areal på 2.166 km2
og et indbyggertal på 591.010 (2008) indbyggere. Hovedbyen er byen Tipasa.